# Damarwulan (Air Salek)
Damarwulan is een bestuurslaag in het regentschap Banyuasin van de provincie Zuid-Sumatra, Indonesië. Damarwulan telt 2254 inwoners (volkstelling 2010).